# Magdalenaea limae
Magdalenaea limae är en snyltrotsväxtart som beskrevs av Alexander Curt Brade. Magdalenaea limae ingår i släktet Magdalenaea och familjen snyltrotsväxter. Inga underarter finns listade i Catalogue of Life.